# 木村三恵のアイドルパラダイス
木村三恵のアイドルパラダイスは、ラジオ関西で放送されているラジオ番組。パーソナリティは木村三恵。

## 放送時間
すべてJST。
第1期
- 2008年10月3日 - 2009年3月27日 : 毎週金曜 18:00 - 20:30（「名曲☆ラジオ☆関西」枠）

第2期
- 2009年10月7日 - 2010年1月27日 : 毎週水曜 24:00 - 25:00
- 2010年2月3日 - 2010年3月24日 : 毎週水曜 24:00 - 24:30

第3期
- 2010年5月4日 - 2010年9月14日 : 『ラジオ関西ジャイアンツナイター』の放送予定がない火曜 最大で19:00 - 21:40
  - 初めから野球中継の予定がない場合に「ジャイアンツナイタースタジオ特集」の扱いで放送（野球中継制作局であるアール・エフ・ラジオ日本で中継があっても、巨人の関与しない試合となった場合や、巨人のデーゲームの録音放送となった場合も同様の措置）。ただし当初から野球中継の予定があって、雨天中止となった場合はこの番組は放送されず、アール・エフ・ラジオ日本の番組「応援ラジオ・どんまい!」を放送していた。
  - 実際は19時台を単発特番に充てることが多く、20:00開始となることが多かった。この間の19時開始は5月25日の一回のみ。

復活特番
- 2011年3月25日（金）・4月1日（金） : 19:00 - 21:40
  - 両日とも本来なら『ラジオ関西ジャイアンツナイター』を放送予定であったが、東日本大震災の影響でプロ野球の開幕が遅れたため、野球中継の代替番組として放送。

第4期
- 2011年8月7日 - 2012年4月1日 : 毎週日曜 23:30 - 24:00（「JAM×JAM」枠縮小に伴い30分枠で再開）

第5期
- 2012年4月5日 - 2012年9月27日  : 『ラジオ関西ジャイアンツナイター』の放送予定がない木曜 最大で19:00 - 21:40
  - 2010年度の第3期と同じ放送形態になる。ただし当初から野球中継の予定があって、雨天中止となった場合はこの番組は放送されず、アール・エフ・ラジオ日本の番組「くず哲也のどんまい!」を放送する。
  - 単発特番による短縮放送が生じることがあるのは第3期と同様である。しかし第3期とは異なり、フルバージョンで放送される機会も多くなった。

第6期
- 2012年10月4日 - 2013年3月28日 : 毎週木曜 21:00 - 21:30

第7期
- 2013年5月2日 - 2013年9月26日  : 『ラジオ関西ジャイアンツナイター』の放送予定がない木曜 最大で19:00 - 21:40
  - 第5期と同じ要領で、野球中継の予定が組まれながら雨天中止となった場合はアール・エフ・ラジオ日本からの番組「僕も私もジャイアンツナイター」を送る

第8期
- 2013年10月1日 - 2014年3月27日 : 毎週火曜 19:00 - 21:00

第9期
- 2014年4月3日-2014年9月18日：「ラジオ関西ジャイアンツナイター」の放送予定がない木曜　最大で19:00-21:40
  - 第5・7期と同じ要領で、野球中継の予定が組まれながら雨天中止となった場合はアール・エフ・ラジオ日本からの番組「ジャイアンツナイター・麻布台スタジアム」を放送

第10期
- 2014年10月2日（1日深夜）-2015年3月26日（25日深夜）：毎週木曜1:30-2:00（水曜深夜25:30-26:00）

第11期
- 2015年4月2日-2015年9月：「ラジオ関西ジャイアンツナイター」の放送予定がない火曜　最大で17:55-21:00
  - 第5・7・9期と同じ要領で、野球中継の予定が組まれながら雨天中止となった場合はアール・エフ・ラジオ日本からの番組「ジャイアンツナイター・麻布台スタジアム」を放送

第12期
- 2014年10月-2015年3月：毎週火曜21:00-21:30

第13期
- 2016年4月-2016年9月：「ラジオ関西ジャイアンツナイター」の放送予定がない水曜　最大で17:55-21:00
  - 野球中継の予定が組まれながら雨天中止となった場合はアール・エフ・ラジオ日本からの番組、またはJRNナイター予備試合を放送

第14期
- 2016年10月-2017年3月：毎週水曜21:00-21:30

第15期
- 2017年4月-9月：「ラジオ関西ジャイアンツナイター」の放送予定がない水曜　最大で17:55-21:30
  - 野球中継の予定が組まれながら雨天中止となった場合はアール・エフ・ラジオ日本からの番組、またはJRNナイター予備試合を放送
  - 単発特番による短縮放送が生じることがある

第16期
- 2017年10月-2018年3月：毎週土曜18:00-18:30

第17期
- 2018年4月-9月：「ラジオ関西ジャイアンツナイター」の放送予定がない木曜の「特別番組」枠で月1回程度、18:00-21:00
  - 野球中継の予定が組まれながら雨天中止となった場合はアール・エフ・ラジオ日本からの番組、またはJRN系列局制作の予備試合を放送

第18期
- 2018年10月-2019年3月：毎週土曜18:30-19:00

第19期
- 2019年4月-8月：「ラジオ関西ジャイアンツナイター」の放送予定がない木曜　最大で18:00-21:00
  - 野球中継の予定が組まれながら雨天中止となった場合はアール・エフ・ラジオ日本からの番組、またはJRN系列局制作の予備試合を放送
  - 月に一回程度「『M×M』Meet the M-INT KOBE」（ミント神戸での公開録音番組）が編成されるため20:00終了に短縮。また、前後の週の月曜未明に放送機器の大規模メンテナンスが行われ放送休止時間が拡大する場合は、月曜未明の定時番組の振替放送枠確保のため本番組を休止することがあった。
  - 10月以降は定時放送が行われず、翌年度のナイターシーズンの木曜日も「アスキングライフのアスキングライブ」が編成されたため、このシーズンで番組は長期の休息となる。

第20期
- 2021年4月-6月：毎週土曜18:40-19:30
- 2021年7月3日からは20:00まで放送。なお、7月24日から8月7日までは「東京2020オリンピックハイライト」放送のため18:45開始。
- 2021年8月14日-9月：毎週土曜18:50-20:00

第21期
- 2021年10月12日-12月：毎週火曜20:00-21:00
- 2022年1月-3月 ：毎週土曜19:30-20:00
  - 4月以降は放送されず、番組を再び休止。

第22期
- 2023年4月 - 2023年9月：「ラジオ関西ジャイアンツナイター」の放送予定がない木曜20:30 - 21:00
  - 1年ぶりに復活。ただし20:30までの「KOBE JAZZ-PHONIC RADIO」とは異なりラジオ関西のみのローカル放送であり、同番組のネット局であるラジオ日本と岐阜放送へは当該時間帯に「レコードアーカイブス」が裏送りされる。
- 2023年10月 - 2024年3月：毎週金曜21:30 - 22:00
- 2024年4月 - 6月：毎週月曜0:00 - 0:30(日曜深夜24:00 - 24:30)
  - 7月以降は放送されず、再々度休止となる。

## コーナー
2010年2月より、短縮にともないコーナーが変更された（2010年2月3日深夜放送分より）。
- アイドルお宝探検隊…CD化されていないレコードに収録された曲のリクエスト
- アイドルシネマ…アイドルが出演した映画の一部分をラジオドラマ風に再現
- アイドルあの時はLPだった…アイドルのLP（アルバム）を紹介する
- みーたんの映画ってえーがなー（2008年度から続くコーナー）…このコーナーは、パーソナリティが映画好きということから設けられたものであり、アイドルとは関係なく映画を紹介する
- K-POPパラダイス

## 補足
- この番組でいう「アイドル」は1980年代のアイドルが中心であるが、それ以外の時代の曲もかかっている。